# Tjalle Tvärvigg
Tjalle Tvärvigg, på engelska Barney Google and Snuffy Smith, är en amerikansk dagspresserie. Den skapades av Billy DeBeck 1919, då under den ursprungliga titeln Barney Google. Senare fick huvudpersonen Barney lämna över rampljuset till sin vän, hillbillyn Tjalle. Serien är en av de äldsta ännu producerade tecknade serierna; den kan möjligen indirekt ha inspirerat till namngivningen av Google.

## Roller och handling
- "Barney Google" (mestadels tidiga serieavsnitt[källa behövs]) – tar sig upp i Kentuckys kuperade landskap undan rättvisan och träffar där Tjalle Tvärvigg[1]
- "Tjalle Tvärvigg" (engelska: Snuffy Smith) - inbiten hillbilly och hembrännare, spelar kort, ligger i hängmattan och skjuter med hagelbössa[1]
- "Alma" – Tjalle Tvärviggs hustru[1]
- "Tater" – son till Tjalle Tvärvigg, iklädd Davy Crockett-mössa[1]

## Historik och innehåll
Serien publicerades första gången 17 juni 1919, under titeln Take Barney Google, F'rinstance. Den publicerades då i dagstidningarna Chicago Heralds och Examiners sportsektioner. I huvudrollen sågs Barney Google, en flickjagande odygdspåse som rökte cigarr, älskade sport och spelade poker.
Redan i oktober samma år hade serien fått större distribution, via King Features Syndicate. I serien talar figurerna sin egen variant av engelska, baserad på Tennessee-dialekten.
Efter Billy DeBecks död 1942 förvaltades serien i många år av DeBecks mångårige medarbetare Fred Lasswell (född 1916 i Kennett i Missouri). Nuvarande tecknare är John Rose, som tog över serien 2001, och serien skrivs i huvudsak av två författare – Margaret Shulock och Mike Marland. 1999 distribuerades serien till nästan 900 tidningar i 21 länder, med översättningar till 11 språk.
Tjalle Tvärvigg räknas som en av seriehistoriens mest långlivade serier. 17 juni 2019 firade serien hundraårsjubileum, och den blev därmed den tredje äldsta ännu tecknade serie. Endast Knoll och Tott (The Katzenjammer Kids) av Rudolph Dirks och Gasoline Alley av Frank O. King är äldre. Vid sidan av den sistnämnda är Tjalle Tvärvigg den mest långlivade dagspresserie som (år 2023) fortfarande syndikeras och nytecknas.

## Betydelse och i kulturen
Under mellankrigstiden var Tjalle Tvärvigg en av USA:s mest populära tecknade serier, vissa fraser ur serien, såsom "sweet mama", "horsefeathers", "heebie-jeebies", "great balls o' fire" och "time's a-wastin'" kom att integreras i dåtidens amerikanska engelska.
Tjalle Tvärvigg är en av tjugo tecknade serier som 1995 hedrades av USA:s postverk med ett eget frimärke.

### Tjalle och Google
Första förekomsten av ordet "Google" var i den brittiske ekonomen, humoristen, författaren och illustratören Vincent Cartwright Vickers (16 januari 1879 – 3 november 1939) populära barnbok The Google Book, a children's book about the Google and other fanciful creatures who live in Googleland, en barnbok ursprungligen utgiven i 100 exemplar 1913, och bekostad av Vickers själv medan han var högste chef för Bank of England. Innehållet består av surrealistiska bilder på några påhittade fåglar som lever i Googleland, ackompanjerade av små dikter, medan the Google är en märklig varelse som sover i en vattenpöl mitt i en vacker, ständigt övervakad, trädgård om dagarna men som stryker omkring nattetid, på jakt efter föda där fåglarna bor. 
1919 publicerades Barney Google för första gången.
Sångaren Billy Rose sjöng 1923 in en framgångsrik foxtrot med titeln "Barney Google with the Goo-Goo-Googly Eyes", namngiven efter seriefiguren.
Ordet googol, som Edward Kasner gav åt det största definierade matematiska talet, kom senare i sin tur att via en felstavning ge namn åt söktjänsten och företaget Google.
Kasner fick ordet av sitt nioåriga syskonbarn Milton Sirotta när denne tillfrågades vad det största talet i världen skulle kallas. Vid tidpunkten för publiceringen av det matematiska verket Mathematics and the Imagination 1940 framgick inte varifrån Milton fått ordet, men 2007 spekulerade författaren Bunny Crumpacker i att det var just serien som varit källan.
2002, när Larry Page, en av de två grundarna av företaget Google 1998, skulle montera en apparat för scanning av böcker för att testa hur snabbt de kunde scannas, var Vickers bok The Google Book den första han scannade.